# X-Men kezdetek: Farkas
Az X-Men kezdetek: Farkas (eredeti cím: X-Men Origins: Wolverine) 2009-ben bemutatott amerikai akciófilm, amelyet Gavin Hood, a Marvel Comics képregénykarakterei alapján készült. A főbb szerepekben Hugh Jackman, Liev Schreiber, Danny Huston, Dominic Monaghan és Ryan Reynolds látható.
A filmet világszerte 2009. május 1-jén mutatták be, Magyarországon április 30-án. A film a negyedik rész az X-Men filmek sorában, bár története időben azok előtt játszódik.

## Cselekmény
A filmben az X-Men csapat legtitokzatosabb tagjának, Farkasnak ismerhetjük meg a múltját.
1845-ben Jamesnek, amikor látja meghalni azt, akit apjának hisz, felzaklatott állapotban hirtelen rendellenes méretű karmai bukkannak elő, amikkel egy félreértés következtében megöli a vér szerinti apját.
Jamesnek és féltestvérének, Victornak menekülniük kell otthonról. Sok háborúban vesznek részt együtt (amerikai polgárháború, első világháború, második világháború, vietnámi háború), míg egyszer Victor meg akar erőszakolni egy vietnámi nőt, ekkor rátámad a parancsnokára is és megöli őt. Jamest és Victort halálra ítélik és golyó által kivégzik őket, de nem halnak meg.
Egy börtöncellában William Stryker őrnagy felajánlja nekik, hogy legyenek egy különleges, titkos katonai egység, a Team-X tagjai. A tagok mind mutánsok, akik egymástól eltérő, különleges tulajdonságokkal rendelkeznek.
Egy afrikai bevetés közben, amikor megszerzik az adamantium nevű fém néhány darabját, Jamesnek elege lesz az öldöklésből, és otthagyja a csapatot.
Victor ezután azt a parancsot kapja Strykertől, hogy ölje meg a csapat korábbi tagjait.
Hat évvel később, mikor Victor megöli James szerelmét, Stryker felajánlja neki a segítségét, így beleegyezik egy műtétbe, melynek során egy titkos katonai laboratóriumban az elpusztíthatatlan fémmel, adamantiummal töltik fel a csontozatát. Amikor azonban Stryker ki akarja töröltetni a memóriáját, Logan megszökik, és elindul, hogy levadássza testvérét, Victor Creedet, vagyis Kardfogút.
Hosszú útja során találkozik több mutánssal, míg végül Gambit segítségével eljut egy másik titkos katonai laborba (amely a Three Mile Islanden van, az atomerőmű alatti labirintusban), ahol kiderül, hogy szerelme, Kayla (akinek képessége, hogy érintéssel bárkivel elhitet bármit) nem halt meg, csak megrendezték a halálát, azért, hogy ő üldözni kezdje Victort és így eljusson a laboratóriumba, ahol Stryker egy szuperkatona, az XI típus (akit Deadpoolnak hív) kifejlesztésén munkálkodik, rá, Loganra (az X. típusra) pedig már nincs szüksége. Ez a szuperkatona rendelkezik mindazokkal a különleges tulajdonságokkal egyszerre, amikkel a Team-X csapat tagjai külön-külön rendelkeztek, illetve olyanokkal is, amit más, elfogott mutánsok vizsgálatával dolgoztak ki. (Kaylát a húga (aki szintén mutáns) fogva tartásával zsarolták meg, hogy részt vegyen ebben az akcióban).
James kiszabadítja a fogva tartott mutánsokat (akik többsége gyerek, köztük van a fiatal Küklopsz is), akik menekülését távolról, telepatikus úton Xavier professzor is segíti, és egy helikopterrel várja őket.
Logan az atomreaktor egyik hűtőtornyának tetején összecsap az ellene küldött Deadpoolal, akinek legyőzésében Victor is a segítségére van.
Stryker egy adamantium lőszert használó forgópisztollyal fejbe lövi Logant, aki még ekkor sem hal meg, de memóriájának nagy része törlődik. Előtte a haldokló Kayla megérinti Strykert, aki elkezd sétálni, amíg össze nem esik. Végül Gambit rátalál az emlékét vesztett Loganra, akivel távozik a helyszínről.
A stáblista utáni jelentben a sétáló Strykert megállítják, és egy ezredes meggyilkolásával vádolják, valamint  látható az atomerőműnél a csatát túlélt Deadpool.

## Forgatási helyszínek
A filmet Ausztráliában, Új-Zélandon, Kanadában és kisebb részben New Orleansban (USA) forgatták.

## Szereplők
| Szerep                      | Színész                                | Magyar hang            | Leírás |
| --------------------------- | -------------------------------------- | ---------------------- | --- |
| James Logan / Farkas        | Hugh Jackman                           | Sinkovits-Vitay András | Kanadai mutáns és jövőbeli X-Men tag. |
| James Logan / Farkas        | Troye Sivan (fiatalon)                 | Czető Ádám             | Kanadai mutáns és jövőbeli X-Men tag. |
| Victor Creed / Kardfogú     | Liev Schreiber                         | Barabás Kiss Zoltán    | Logan mutáns féltestvére, katonatársa és későbbi nemezise, |
| Victor Creed / Kardfogú     | Michael-James Olsen (fiatalon)         | Timon Barnabás         | Logan mutáns féltestvére, katonatársa és későbbi nemezise, |
| William Stryker             | Danny Huston                           | Csankó Zoltán          | Ezredes, aki mutánsokat toboroz. |
| John Wraith                 | Will.i.am                              | Lux Ádám               | Teleportáló mutáns. |
| Kayla Silverfox / Ezüstróka | Lynn Collins                           | Schell Judit           | Farkas indián mutáns szerelme és Stryker embere. |
| Fred Dukes / Haspók         | Kevin Durand                           | Sarádi Zsolt           | Mutáns, akinek szinte elpusztíthatatlan bőrréteggel rendelkezik. |
| Chris Bradley / Villám      | Dominic Monaghan                       | Kossuth Gábor          | Mutáns, aki képes manipulálni az elektromosságot és az elektronikus tárgyakat. |
| Remy LeBeau / Gambit        | Taylor Kitsch                          | Zöld Csaba             | Cajun tolvaj, aki képes bármilyen tárgy potenciális energiáját mozgási energiává alakítani, és ezzel robbanásra kényszeríteni.                                                                      |
| David North / Zero ügynök   | Daniel Henney                          | Damu Roland            | Az X program mutáns tagja és emberfeletti pontosságú bérgyilkos, aki fokozott mozgékonysággal és reflexekkel, szakértő nyomkövető képességekkel és halálos mesterlövészi képességekkel rendelkezik. |
| Wade Wilson / Weapon XI     | Ryan Reynolds Scott Adkins (Weapon XI) | Czvetkó Sándor         | Okoskodó zsoldos, halálos kardforgató képességekkel és csúcs atletikussággal, aki később Weapon XI-á alakul át.                                                                                     |
| Scott Summers               | Tim Pocock                             | Hamvas Dániel          | Mutáns, aki erős, irányíthatatlan, vörös optikai energiasugár, amelyet a szemeiből állít elő, és amelyet csak napszemüveg tart kordában.                                                            |
| Heather Hudson              | Julia Blake                            | Gyimesi Pálma          | Idős házaspár, akik gondját viselik Rozsomáknak az adamantiumkötés után. |
| Travis Hudson               | Max Cullen                             | Baranyi László         | Idős házaspár, akik gondját viselik Rozsomáknak az adamantiumkötés után. |
| Emma                        | Tahyna Tozzi                           | Vadász Bea             | Mutáns, aki gyémánttá tudja változtatni a bőrét, és Ezüstróka nővére. |
| Thomas Logan                | Aaron Jeffery                          | Haás Vander Péter      | Logan igazi apja. |
| Elizabeth Howlett           | Alice Parkinson                        | Németh Kriszta         | Logan nevelőszülei. |
| John Howlett                | Peter O`Brien                          | Rosta Sándor           | Logan nevelőszülei. |
| Charles Xavier professzor   | Patrick Stewart                        | Horányi László         | Telepatikus képességekkel rendelkező mutáns, aki megmenti a többi mutánst. |
| Dr. Carol Frost             | Asher Keddie                           | Ősi Ildikó             | Orvos. |

## Pénzügyi adatok
A film költségvetése 150 000 000, bevétele pedig 373 062 864 amerikai dollár volt.

## Megjelenés
Magyarországon 2009. október 8-án jelent meg DVD-n és Blu-ray-en. Mindkét formátum tartalmazza az 5.1-es magyar hangot, ezenkívül magyar felirat is található a lemezeken. A fő különbség, hogy a Blu-ray-en több extra van, és van angol DTS hang is.

## Kritikák
- USA Today – 75/100
- Entertainment Weekly – 58/100
- Rolling Stone – 50/100
- The New York Times – 40/100
- The Guardian – 40/100
- The Washington Post – 30/100
- The Wall Street Journal – 20/100
- The Guardian – 40/100[5]

## Fordítás
Ez a szócikk részben vagy egészben  a   X-Men Origins: Wolverine című angol Wikipédia-szócikk fordításán alapul.  Az eredeti cikk szerkesztőit annak laptörténete sorolja fel. Ez a jelzés csupán a megfogalmazás eredetét és a szerzői jogokat jelzi, nem szolgál a cikkben szereplő információk forrásmegjelöléseként.